# Međunarodna nevladina organizacija
Međunarodna nevladina organizacija (MNO) ima istu misiju kao i Nevladina organizacija, ali ima međunarodne ciljeve I ogranke širom sveta kako bi mogla da se bavi posebnim problemima u mnogim zemljama. 
Trebalo bi razlikovati termine Nevladina organizacija i Međunarodna nevladina organizacija od termina Međunarodna vladina organizacija (MVO) koja podrazumeva grupe kao sto su Ujedinjene nacije (UN) ili Međunarodnu organizaciju rada (MOR). Međunarodna nevladina organizacija može biti osnovana iz čovekoljublja, kao što su osnovane Karnegi, Rokfeler, Gejts, Zator ili Ford fondacije, ili pak pripajanjem već postojećim međunarodnim organizacijama kao što su katoličke ili luteranske crkve. Veliki talas osnivanja I razvoja MNO dogodio se tokom Drugog svetskog rata, a iz nekih od njih će se kasnije razviti organizacije kao što su "SOS dečija sela", "Oksfarm", Međunarodna katolička organizacija za socijalnu pomoć "Care međunarodna oraganizacija" i "Luteranska pomoc svetu".
Međunarodna nevladina organizacija može biti dalje definisana svojom prvobitnom svrhom. Neke MNO su operacione, što znači da je njihova primarna svrha da daju podstrek oranizacijama zajednica u svakoj zemlji putem raznih projekata i operacija. Neke MNO su zasnovane na advokaturi, što znaci da im je primarni cilj uticaj na formiranje polise Vlada raznih država koje se tiču određenih problema ili promovisanja svesti o određenim problemima. Mnoge velike MNO imaju delove koji se bave kako operativnim projektima tako i advokaturom I zajedno deluju u posebnim državama.

## Kriterijum
Kako bi bila povezana sa sekretarijatom Ujedinjenih nacija za informacije od javnog značaja, Međunarodna nevladina organizacija mora da poštuje određene kriterijume: 
- MNVO mora podržati I poštovati prinicipe iz Povelje ujedinjenih nacija
- Organizacija mora imati ugled priznat na nacionalnom i međunarodnom nivou
- Organizacija mora delovati isključivo na neprofitnoj bazi i imati status kojim je oslobođena od poreza
- Organizacija mora imati obavezu i sredstva da sprovede efektivne informativne programe o aktivnostima UN sa svojim saradnicima i sa širom publikom putem objavljivanja informatora, biltena i pamfleta. Takođe i putem organizovanja konferencija, seminara i sastanaka ili uključivanjem pažnje medija.
- Trebalo bi da ima zadovoljavajuću evidenciju o prethodnoj saradnji sa Informacionim centrima/centrima usluga Ujedinjenih nacija ili drugim delovima sistema UN pre priključivanja
- Obratiti pažnju na to da u slučajevima kada NVO nema zabeležene prethodne saradnje ali Komitet departmana za javne informacije potvrdi zahtev NVO, ona će imati status privremeno priduržene organizacije u trajanju od dve godine, posle čega ona može formirati partnerstvo sa odgovarajućim organizacijama Ujedinjenih nacija ili sistema UN.
- NVO bi trebalo da preda revidiran godišnji finansijski izveštaj sa navedenom valutom u američkim dolarima, a koji je utvrdio kvalifikovani nezavisni računovođa
- NVO bi trebalo da ima statute/podzakonske akte koji dozvoljavaju uvid u transparentan proces donošenja odluka, izbora službenika i članova upravnog odbora.
- Trebalo bi da ima utvrđenu evidenciju kontinuiteta u radu za period od najmanje tri godine i trebalo bi da izrazi očekivanja za održivom aktivnosti u budućnosti

## Razvoj
Glavni cilj MNVO jeste da zemljama u razvoju obezbedi novčanu i pomoć pri razvoju. Takođe, svrha MNVO je da pruži usluge koje država ne može ili ne želi da omogući svojim građanima. Projekti ove organizacije vezane za zdravstvo kao što su prevencija i svest o HIV-u ili sidi, prečišćavanju vode i prevenciji od malarije, ali i oni vezani za edukaciju kao što su škole za devojčice i obezbeđivanje knjiga za zemlje u razvoju, pomažu omogućavanju društvenih usluga koje Vlada države ne može ili ne želi da obezbedi u datom trenutku. Međunarodne nevladine organizacije su takođe jedne od prvih koje odgovaraju na prirodne katastrofe kao što su uragani i poplave ili krize u kojima je potrebna hitna novčana pomoć. 
NVO su uglavnom zaslužne za nadoknadu preko 15% ukupne prekomorske pomoći u razvoju, što se povezuje sa rastom i razvojnim procesom. Procenjeno je da je pomoć (kojoj delom doprinose MNVO) tokom proteklih trideset godina povećala godišnji nivo razvoja najsiromašnijih zemalja za jedan posto. Iako jedan procenat za trideset godina ne zvuči kao veliki napredak, zasluge bi trebalo dodeliti činjenici da se razvoj stalno povećavao tokom godina umesto da stagnira ili da nazaduje. 
Mnogi međunarodni projekti i inicijative zastupanja koje promoviše MNVO podstiču održivost razvoja putem promovisanja ljudskih prava i pristupa koji stavlja akcenat na sposobnosti. Međunarodne nevladine organizacije koje promovišu zastupanje problema ljudskih prava delom pokušavaju da postave međunarodne sudski standard koji poštuje prava svakog ljudskog bića i promoviše podsticaj marginalizovanim zajedincama. 
Druge organizacije, kao što je Međunarodna misija pravde, rade u efektivnim i legitimnim sudskim sistemima, koji dozvoljavaju legitimitet i razvoj određene države. Svakako, druge, kao što su one koje promovišu mikrofinansiranje i edukaciju, direktno utiču na sposobnosti građana i zajednica razvijajući veštine i ljudski kapital dok podstiču građansku samostalnost i uključenost zajednica. MNVO, pored domaćih i inostranih inicijativa Vlada imaju kritičnu ulogu u globalnom razvoju.
Skoro svaka MNVO potiče i opstaje kroz volonterski rad individualnih činioca sa vidljivim racionalizovanim ciljevima. Pod smelim normama, otvorenim članstvom i demokratskim načinom donošenja odluka, organizacije pokušavaju da "šire napredak" po svetu u svrhu podsticanja sigurnijih i efikasnijih tehničkih sistema, jačih obrazovnih struktura, bolje brige o telu, prijateljske konkurencije i fer-pleja. Da bi postigli ove ciljeve, akcenat se stavlja na komunikaciji, znanju, sistem vrednosti i način donošenja odluka i individualne dužnosti. MNVO imaju pet osnovnih svetskih i kulturnih principa koji se mogu svrstati negde između ideologija i struktura, a to su: univerzalnost, indiviudalizam, racionalna volonterska nadležnost, ljudska svrha u racionalizaciji progresa i svetska državljanstva. 

## Debata
Ovo su važne kontroverze i kritike o efektivnosti MNVO. 
Prva kritika je ta da novac koji obezbeđuje MNVO ne stiže do onih kojima je najviše potreban. Kada su administrativni troškovi u okvriu organizacije visoki, ljudi koji su dali novac se zapitaju da li njihov novac ide za pomoć zemljama u razvoju ili u džep vodećih u organizaciji. Ako je Vlada određene zemlje korumpirana takđe postoji mogućnost da fondovi MNVO bivaju iskorišćeni od strane Vlade. 
Veb stranice kao što je "Charty navigator" i "GiveWell" služe da obezbede informacije o korišćenju novca i donacija koji su potrošeni u okviru organizacije. Ovi sajtovi, pored toga što prikazuju odobrenje rada NVO od strane UN na osnovu njenih kriterjuma, promovišu transparentnost i odgovornost u okviru Međunarodnih nevladinih organizacija tako da ljudi koji žele da doniraju novac mogu da donesu pravilnu odluku na osnovu onoga što žele da podrže i da vide da li će se njihov novac efektivno iskoristiti. 
Čak i ako se fondovi jedne MNVO efektivno koriste, neki kritičari bi raspravljali o tome da li su sredstva koje organizacija promoviše efektivna u rešavanju problema. Na primer, Singer daje primer MNVO koja daje mreže za krevete (protiv komaraca) o kojoj govori: 
"One (mreže) će, ako se pravilno koriste, sprečiti od uboda komaraca ljude dok spavaju i tako će se smanjiti rizik od dobijanja malarije. Ali, ne sačuva svaka mreža život: mnog deca koja dobiju mrežu bi preživela i bez nje.” Džefri Saks, pokušavajući da preciznije izmeri efekat korišćenja mreža, uzeo je ovo u obzir i procenio da će se, za svakih sto mreža koje se dostave, biti sačuvan život jednog deteta svake godine. Mreža, koja je tretirana insekticidima i dugog je veka, košta u proseku 5 dolara, tako da, ako pretpostavimo da ona traje godinu dana, čuvanje života jednog deteta košta 500 dolara. 
Postoji i još jedan argument, koji se tiče odgovornosti MNVO. Ove nevladine organizacije moraju da računaju na moguće posledice. Na primer, MNVO kao što su Oksfarm i Grinpis imaju uticaj na živote mnogih ljudi jer obezbeđuju važnu socijalnu i novčanu pomoć. Ljudi koji se oslanjaju na ove MNVO, međutim, nemaju sredstva da utiču na aktivnosti ovih MNVO. Stoga, da bi ove MNVO praktikovale svoju odgovornost i rad za dobro ljudi koje dotiču njihove aktivnosti, one moraju da budu odgovorne za svoja dela. Trebalo bi i izneti i način na koji se fondovi koriste i koliko su svojih ciljeva organizacije dostigle.

## Studije slučaja
Studije slučaja MNVO prikazuju kako kratkoročnu novčanu pomoć, tako i dugoročne kampanje koje Međunarodne nevladine organizacije promovišu. Izveštaji o prihodima i troškovima svake Međunarodne nevladine organizacije mogu se naći na „Charity“ navigatoru gde postoje detalji o količini novca koji velike Međunarodne nevladine organizacije imaju na raspolaganju, kao i o efektivnosti sa kojom razne organizacije koriste svoje donacije. 

### CARE International
„Care international“ je velika humanitarna međunarodna nevladina organizacija koja je posvećena borbi protiv siromaštva. Ona se bavi podsticanjem siromašnih žena jer „žene imaju moć da pomognu čitavim porodicama i zajednicama da pobegnu od siromaštva“. Misija i konkretni ciljevi ove organizacije, kao što je i opisano na njihovom sajtu, žele da omoguće i olakšaju dugotrajnu promenu na sledeće načine: 
- Jačanjem kapaciteta za samopomoć
- Omogućavanjem povoljnih ekonomskih prilika
- Dostavljanjem novčane pomoći u hitnim slučajevima
- Uticanjem na politiku donošenja odluka na svim nivoima
- Upućivanjem na diskriminaciju u svim njenim oblicima

Jedan od projekata ove organizacije jeste i odgovor i reakcija na prirodne katastrofe. Na primer, „Care“ je imala integralni udeo u novčanoj pomoći kada je počela epidemija kolere na Haitiju. Neke od taktika pri pružanju novčane pomoći Haitiju bile su:
- Stavka uređenog spiska
- Raznošenje visokoenergetskih biskvita, tableta za prečišćavanje vode, soli za oralnu rehidrataciju i higijenske opreme
- Davanje instrukcija stanovnicima Haitija kako da najbolje izbegnu i spreče oboljevanje od kolere, i
- Obezbeđivanje čiste vode i toaleta ljudima koji žive u kampovima za preživele od zemljotresa na Haitiju, koji se dogodio dvanaestog januara

### Amnesty internacional
„Amnesty international“ je Međunarodna nevladina organizacija koja se bavi promovisanjem i zaštitom ljudskih prava na međunarodnom nivou, onako kako je navedeno u Univerzalnoj deklaraciji o ljudskim pravima. Njihovi ciljevi, kao što je navedeno na njihovom sajtu, jesu sledeći: 
- Zaustaviti nasilje nad ženama
- Braniti prava i dostojanstvo svih onih koji su pogođeni siromaštvom
- Zabraniti smrtnu kaznu
- Pravdom rešiti mučenje i teror u sukobima
- Osloboditi zatvorenike od savesti
- Zaštiti ljudska prava izbeglica i migranata
- Regulisati svetsku trgovinu oružjem

Ova organizacija koristi pristup koji je više pravni kako bi promovisala promenu i ljudska prava u okviru Vlade. Njihov vebsajt tvrdi da mobilišu „javni pritisak u masovnim demonstracijama, protestima i direktno lobiranje, onlajn i oflajn kampanje“ kako bi promovisali svoje kampanje koje su u toku, a koje prikazuju i njiove ciljeve.

### Oxfam international
„Oxfam international“ je Međunarodna nevladina organizacija koja radi sa lokalnim partnerskim organizacijama i ljudima koji žive u siromaštvu trudeći se da primene njihova ljudska prava. Područja na koja se „Oxfam“ fokusira uključuju razvoj, hitne slučajeve, kapanje, advokaturu i istraživanje politike. Sledeći su detalji svake od oblasti rada: 
- Dugoročni programi za iskorenjavanje siromaštva i nepravde
- Dostava najbrže pomoći koja može da sačuva život ljudima koji su pogođeni prirodnim katastrofama i sukobima
- Podizanje javne svesti o uzrocima siromaštva
- Podsticanje običnih ljudi da aktivno rade za stvaranje boljeg sveta
- Vršenje pritiska na one koji donose odluke da promene politiku i prakse koje podstiču siromaštvo i nepravdu
- Dijalog sa vlastima kao rezultat istraživanja i analiza

## Primeri
Humanitarna pomoć 

### Višestruki interdisciplinarni projekti
- ADRA
- CAFOD
- CARE[6]
- Oxfam
- Lakshyam nevladina organizacija
- SOS Children's Villages
- World Vision international
- Mercy Corps
- Save the Children
- Good Neighbors International

### Zdravlje
- Doctors Without Borders
- Health Right international
- charity: water

### Deca i mladi
- Lakshyam NGO[7][8]
- Compassion International
- Plan
- World Association of Girl Guides and Girl Scouts (WAGGGS)
- Save the Children International
- SOS Children's Villages
- Reggio Children Foundation
- World Organization of the Scout Movement (WOSM)
- World Vision International
- International Federation of Catholic Parochial Youth Movements (FIMCAP)

### Obrazovanje
- ActionAid
- The Library Project
- OpenmindProjects- INGO
- European Association of History Educators

### Ljudska prava
- Amnesty International
- Commonwealth Human Rights Initiative
- Friends of Peoples Close to Nature
- International Christian Concern
- International Federation for Human Rights
- International Stateless Persons Organisation
- Survival International

### Životna sredina
- International POPs Elimination Network
- International Union for Conservation of Nature
- Greenpeace
- World Wide Fund for Nature

### Religija
- International Federation of Catholic Parochial Youth Movements (FIMCAP)
- Lutheran World Relief
- Forum of European Muslim Youth and Student Organizations (FEMYSO)
- Diplomatic Society

### Tehnologija
- COSPAR
- Saalome Global

## Dodatna literatura
- Atack Iain 1998. "Four Criteria of Development NGO Legitimacy," in World Development 27(5), pp. 855–864.
- Collier, Paul 2007. "Aid to the Rescue?," in The Bottom Billion: Why the Poorest Countries are Failing and What Can Be Done About It, pp. 99–123. Oxford and New York: Oxford University Press.[9]
- Haugen, Gary; Boutros, Victor (2010). "And Justice for All: Enforcing Human Rights for the World's Poor". Foreign Affairs. 89 (3): 51–62.
- Singer, Peter 2009. "How Can You Tell Which Charities Do It Best?," in The Life You Can Save, pp. 82–125. New York: Random House.[10]

## Spoljašnje veze
- World Vision International
- Charity Navigator
- GiveWell
- Amnesty International
- CARE International
- Oxfam International
- International Justice Mission